# Sougé-le-Ganelon
Sougé-le-Ganelon és un municipi francès situat al departament del Sarthe i a la regió de País del Loira. L'any 2007 tenia 976 habitants.

## Demografia

### Població
El 2007 la població de fet de Sougé-le-Ganelon era de 976 persones. Hi havia 383 famílies de les quals 106 eren unipersonals (53 homes vivint sols i 53 dones vivint soles), 147 parelles sense fills, 110 parelles amb fills i 20 famílies monoparentals amb fills.
La població ha evolucionat segons el següent gràfic:
Habitants censats

### Habitatges
El 2007 hi havia 485 habitatges, 393 eren l'habitatge principal de la família, 49 eren segones residències i 42 estaven desocupats. 457 eren cases i 26 eren apartaments. Dels 393 habitatges principals, 302 estaven ocupats pels seus propietaris, 88 estaven llogats i ocupats pels llogaters i 4 estaven cedits a títol gratuït; 8 tenien una cambra, 24 en tenien dues, 76 en tenien tres, 127 en tenien quatre i 157 en tenien cinc o més. 288 habitatges disposaven pel capbaix d'una plaça de pàrquing. A 194 habitatges hi havia un automòbil i a 158 n'hi havia dos o més.

### Piràmide de població
La piràmide de població per edats i sexe el 2009 era:
| Homes | Edats   | Dones |
| ----- | ------- | ----- |
| 0     | 95 o +  | 0     |
| 4     | 90 a 94 | 0     |
| 4     | 85 a 89 | 12    |
| 4     | 80 a 84 | 4     |
| 20    | 75 a 79 | 20    |
| 40    | 70 a 74 | 36    |
| 36    | 65 a 69 | 32    |
| 12    | 60 a 64 | 40    |
| 12    | 55 a 59 | 12    |
| 12    | 50 a 54 | 4     |
| 24    | 45 a 49 | 24    |
| 28    | 40 a 44 | 20    |
| 60    | 35 a 39 | 28    |
| 40    | 30 a 34 | 32    |
| 24    | 25 a 29 | 44    |
| 24    | 20 a 24 | 4     |
| 28    | 15 a 19 | 12    |
| 24    | 10 a 14 | 20    |
| 16    | 5 a 9   | 20    |
| 16    | 0 a 4   | 36    |

## Economia
El 2007 la població en edat de treballar era de 552 persones, 409 eren actives i 143 eren inactives. De les 409 persones actives 377 estaven ocupades (210 homes i 167 dones) i 32 estaven aturades (10 homes i 22 dones). De les 143 persones inactives 44 estaven jubilades, 46 estaven estudiant i 53 estaven classificades com a «altres inactius».

### Ingressos
El 2009 a Sougé-le-Ganelon hi havia 407 unitats fiscals que integraven 917 persones, la mediana anual d'ingressos fiscals per persona era de 16.164 €.

### Activitats econòmiques
Dels 26 establiments que hi havia el 2007, 1 era d'una empresa alimentària, 2 d'empreses de fabricació de material elèctric, 2 d'empreses de fabricació d'altres productes industrials, 5 d'empreses de construcció, 7 d'empreses de comerç i reparació d'automòbils, 1 d'una empresa de transport, 2 d'empreses d'hostatgeria i restauració, 2 d'empreses financeres, 1 d'una empresa de serveis, 2 d'entitats de l'administració pública i 1 d'una empresa classificada com a «altres activitats de serveis».
Dels 8 establiments de servei als particulars que hi havia el 2009, 1 era una oficina de correu, 1 taller de reparació d'automòbils i de material agrícola, 2 fusteries, 1 lampisteria, 1 electricista, 1 perruqueria i 1 restaurant.
Dels 2 establiments comercials que hi havia el 2009, 1 era una fleca i 1 una joieria.
L'any 2000 a Sougé-le-Ganelon hi havia 29 explotacions agrícoles que ocupaven un total de 975 hectàrees.

## Equipaments sanitaris i escolars
L'únic equipament sanitari que hi havia el 2009 era una farmàcia.
El 2009 hi havia una escola elemental integrada dins d'un grup escolar amb les comunes properes formant una escola dispersa.

## Poblacions més properes
El següent diagrama mostra les poblacions més properes.